# Tacitus (cráter)

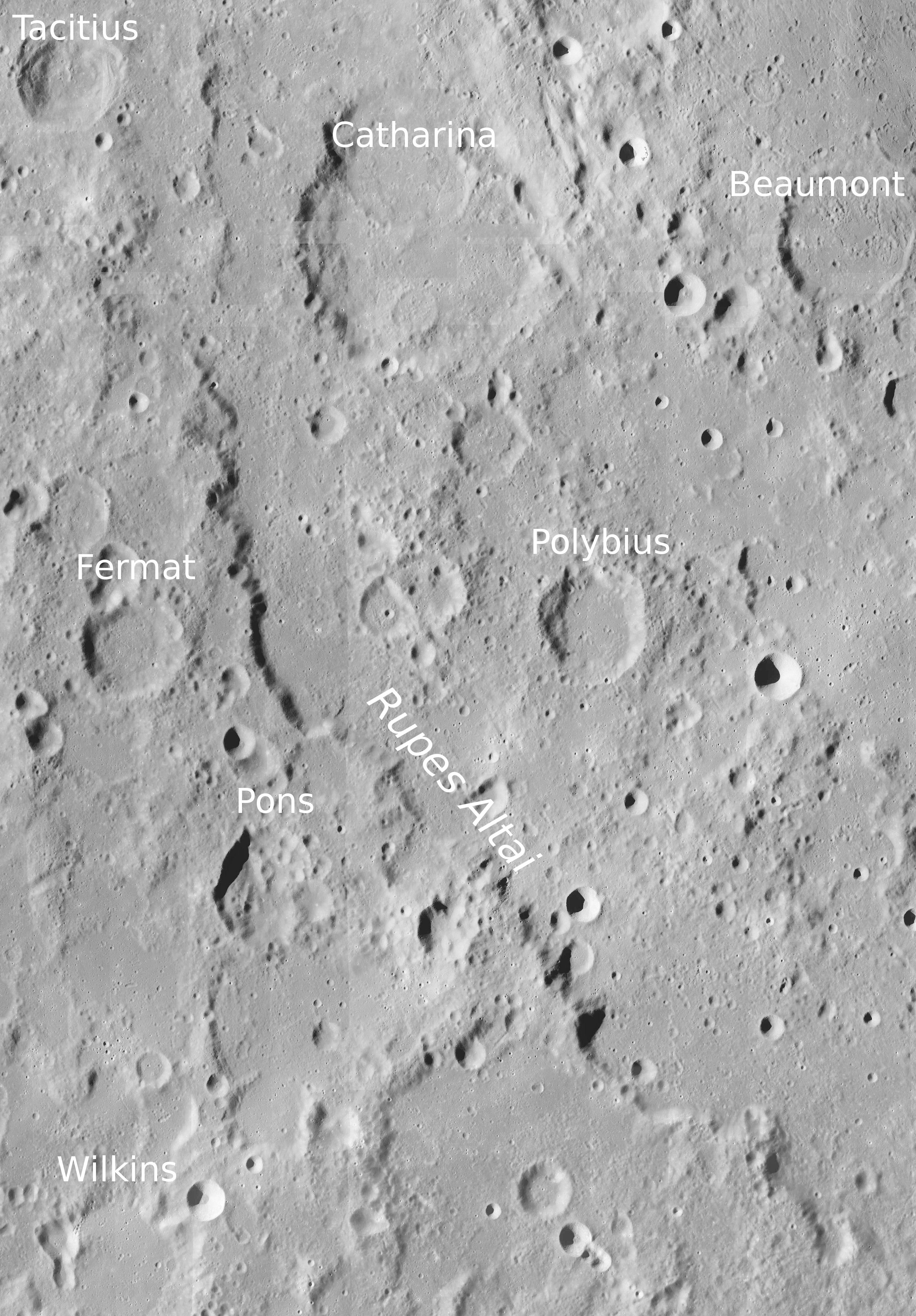
Fotografía de la misión Lunar Reconnaissance Orbiter

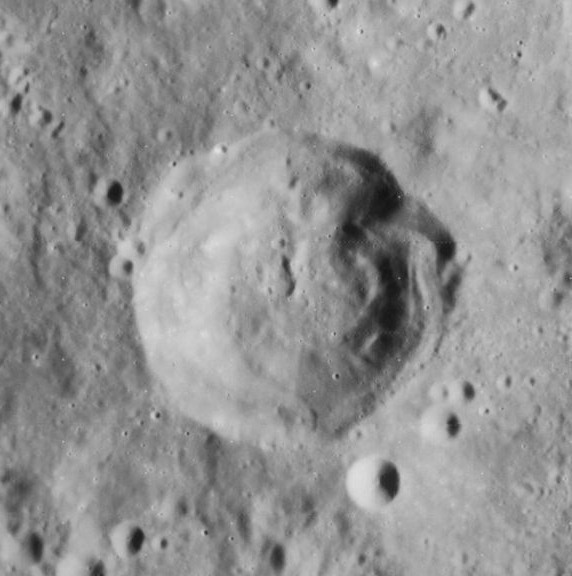
Fotografía de la misión Lunar Orbiter 4 (1967)

Tacitus (Tácito en español) es un cráter de impacto lunar localizado al noroeste del cráter Catharina, en la extensión norte de la alineación de la cresta Rupes Altai. Directamente al oeste se halla el cráter Almanon, y al noreste aparece Cyrillus. Al sureste de Tacitus se encuentra una larga cadena de cráteres llamada Catena Abulfeda. Esta cadena se extiende hacia el noroeste desde el borde oriental del Rupes Altai, continuando por más de 200 kilómetros.
El cráter termina en una cresta que forma parte del Rupes Altai. La pared exterior presenta una pequeña rampa, y las superficies interiores son aterrazadas. El brocal posee un contorno ligeramente polígonoal. Una cresta de poca altura recorre el suelo del cráter junto a la pared norte.
Su nombre conmemora al escritor romano del siglo I Tácito.

## Cráteres satélite
Por convención estos elementos son identificados en los mapas lunares poniendo la letra en el lado del punto medio del cráter que está más cercano a Tacitus.
|         | \| Tacitus \| Coordenadas \| Diámetro \| \| ------- \| ----------------------------- \| -------- \| \| A \| 17°24′S 20°30′E / -17.4, 20.5 \| 11 km \| \| B \| 14°00′S 20°24′E / -14.0, 20.4 \| 13 km \| \| C \| 13°36′S 19°48′E / -13.6, 19.8 \| 9 km \| \| D \| 13°30′S 21°00′E / -13.5, 21.0 \| 15 km \| \| E \| 13°54′S 20°06′E / -13.9, 20.1 \| 9 km \| \| F \| 17°06′S 17°36′E / -17.1, 17.6 \| 10 km \| \| G \| 17°24′S 18°12′E / -17.4, 18.2 \| 6 km \| \| H \| 17°48′S 18°30′E / -17.8, 18.5 \| 7 km \| \| J \| 14°54′S 19°42′E / -14.9, 19.7 \| 3 km \| \| K \| 13°06′S 20°06′E / -13.1, 20.1 \| 3 km \| \| L \| 14°24′S 20°54′E / -14.4, 20.9 \| 6 km \| \| M \| 13°54′S 21°30′E / -13.9, 21.5 \| 6 km \| \| N \| 16°54′S 19°24′E / -16.9, 19.4 \| 7 km \| \| O \| 14°00′S 21°54′E / -14.0, 21.9 \| 5 km \| \| Q \| 18°00′S 20°30′E / -18.0, 20.5 \| 5 km \| \| R \| 16°42′S 19°42′E / -16.7, 19.7 \| 5 km \| \| S \| 14°30′S 19°06′E / -14.5, 19.1 \| 10 km \| \| X \| 15°48′S 18°12′E / -15.8, 18.2 \| 4 km \| |          |
| Tacitus | Coordenadas | Diámetro |
| A       | 17°24′S 20°30′E / -17.4, 20.5 | 11 km    |
| B       | 14°00′S 20°24′E / -14.0, 20.4 | 13 km    |
| C       | 13°36′S 19°48′E / -13.6, 19.8 | 9 km     |
| D       | 13°30′S 21°00′E / -13.5, 21.0 | 15 km    |
| E       | 13°54′S 20°06′E / -13.9, 20.1 | 9 km     |
| F       | 17°06′S 17°36′E / -17.1, 17.6 | 10 km    |
| G       | 17°24′S 18°12′E / -17.4, 18.2 | 6 km     |
| H       | 17°48′S 18°30′E / -17.8, 18.5 | 7 km     |
| J       | 14°54′S 19°42′E / -14.9, 19.7 | 3 km     |
| K       | 13°06′S 20°06′E / -13.1, 20.1 | 3 km     |
| L       | 14°24′S 20°54′E / -14.4, 20.9 | 6 km     |
| M       | 13°54′S 21°30′E / -13.9, 21.5 | 6 km     |
| N       | 16°54′S 19°24′E / -16.9, 19.4 | 7 km     |
| O       | 14°00′S 21°54′E / -14.0, 21.9 | 5 km     |
| Q       | 18°00′S 20°30′E / -18.0, 20.5 | 5 km     |
| R       | 16°42′S 19°42′E / -16.7, 19.7 | 5 km     |
| S       | 14°30′S 19°06′E / -14.5, 19.1 | 10 km    |
| X       | 15°48′S 18°12′E / -15.8, 18.2 | 4 km     |